# Politiques migratoires des États-Unis depuis 1820
 (mars 2013).
 (mars 2013).
 (novembre 2016).
- Si vous ne connaissez pas le sujet, laissez ce bandeau (vous pouvez alors contacter les auteurs).
- Si vous supprimez le contenu mis en cause (vous pouvez préalablement contacter les auteurs),

argumentez précisément cette suppression dans la page de discussion
(un manque de référence n'est pas un argument ; une recherche réelle de référence doit avoir été effectuée, être formellement documentée).
Cet article présente les lois migratoires aux États-Unis des années 1820 à aujourd'hui.
Les États-Unis sont, par essence, une terre d'immigration. Depuis la découverte du « Nouveau Monde » en 1492 par Christophe Colomb, les vagues d'immigration, plus ou moins importantes, se sont succédé. Les premiers migrants, qualifiés de colons, provenaient essentiellement d'Europe (Anglais, Allemands, Français, Hollandais, Polonais et Irlandais) et étaient pour la plupart des paysans, attirés par la promesse de terres bon marché (Homestead Act de 1864), de meilleures conditions de vie et d'opportunités multiples.
Une fois l'indépendance acquise en 1776, les États-Unis ont construit leur propre politique migratoire, au départ très ouverte. Le droit à la « poursuite du bonheur » figurait même dans la Déclaration d'indépendance. Ce droit fonde en partie le « rêve américain », héritage de l'esprit pionnier, qui est l'idée selon laquelle n'importe quelle personne vivant aux États-Unis peut, par son courage et sa détermination, réussir à partir de rien et devenir prospère.

## L'immigration de 1820 à 1900

### Le début d'un contrôle de l'immigration.
Les premiers contrôles des immigrés commencent dans les années 1820 avec la mise en pratique d’une loi de 1819 qui imposait, aux capitaines des navires débarquant sur la côte atlantique, de fournir une liste mentionnant les noms, âges, professions, genre et pays d’origine de tous les passagers. Ces premiers registres sont un point de départ à un recensement à plus grande échelle avec un référencement des immigrants qui s’institutionnalise à partir de 1867.
.

La statue de la liberté sur Liberty Island

Entre 1855 et 1892 la plupart des immigrants, arrivant à New York, sont accueillis à Castle Garden qui fut, pendant cette période, le premier centre officiel d'accueil des immigrants. Mais à partir de 1892, pour des raisons sanitaires et logistiques, c'est à Ellis Island qu'on les accueille. Ainsi l'île accueillera environ 12 millions de personnes, essentiellement des Européens, entre le 1er janvier 1892 et le 12 novembre 1954. La première immigrante se nommait Annie Moore, une jeune fille de 15 ans venant de comté de Cork en Irlande pour rejoindre, avec ses deux frères, Anthony et Philip, leurs parents venus à New York deux ans auparavant. Elle a été accueillie par les officiels et une pièce d'or de 10 $. La dernière personne à passer sur l’île fut un marchand norvégien du nom d’Arne Peterssen.
Les personnes présentant des signes de maladies étaient renvoyées chez elles ou étaient gardées à l’hôpital de l’île pour une longue période, pour éviter la contamination. Les immigrants devaient aussi répondre à une série de 29 questions portant entre autres sur leur nom, leur métier et la quantité d’argent qu'ils avaient sur eux. Généralement ils étaient acceptés et ne passaient que 3 à 5 heures sur l’île. Mais environ 2 % furent renvoyés chez eux à cause de leur santé ou de leur passé criminel. Ils surnommèrent l’île «  The Island of Tears » (l’île aux pleurs) ou « Heartbreak Island » (l’île des cœurs brisés).
C'est à cette époque, le 2 décembre 1823, que le président américain James Monroe prononce un discours à l'intention des Européens. Celui-ci devint en 1854 la "doctrine Monroe" qui fixa la diplomatie des États-Unis durant le XIXe siècle et le début du XXe siècle. Ce discours définissait trois principes; le premier affirme que le continent américain est libre et ne devra subir aucune tentative de colonisation de la part de l'Europe. Le second que toute intervention des Européens sur le sol américain serait considérée comme une manifestation inamicale à l'égard des États-Unis et le dernier affirme que toute intervention américaine dans les affaires européennes était exclue, puisque les Européens ne pouvaient intervenir en Amérique.
Le 3 août 1882 est voté le premier Immigration Act qui impose une taxe de 0,50 $ par immigrants. L'argent récolté devait servir à payer les frais de régularisation de l'immigrant. Cette loi a aussi donné le pouvoir aux autorités de refuser l'entrée aux personnes jugées indésirables comme les fous, les idiots, les criminels et les personnes susceptibles de devenir des "charges publiques". Cet argent a aussi servi à payer les agents de l'immigration et les organismes fédéraux indépendants d'immigration.
Cette loi est complétée par celle de 1891 qui établit définitivement la supervision fédérale de l'immigration et renforce les dispositifs relatifs à l'exclusion des personnes indésirables.

### Les principales raisons de l’immigration dans les années 1820 à 1900
Les années 1840 sont la période de la conquête de l’ouest. Le peuple américain qui se croit investi d’une mission divine « destinée manifeste » et s’approprie les terres de l’ouest, en massacrant tous les Amérindiens ou autres peuples natifs, qui s’opposent à eux. Cette colonisation de l'ouest est favorisée par la création de chemins de fer transcontinentaux dont le premier est inauguré en 1869 et le l'Homestead Act signée par le président Abraham Lincoln le 20 mai 1862. Elle permet à chaque famille pouvant justifier qu'elle occupe un terrain depuis 5 ans d'en revendiquer la propriété privée, dans la limite de 160 acres (soit 65 hectares). Si la famille y vit depuis au moins 6 mois, elle peut aussi décider d'acheter le terrain au prix relativement faible de 1,25 dollar par acre (soit 308 dollars pour 1 km2).
Ainsi en 1849 la Californie devient, le théâtre d’une ruée vers l’or à l’ampleur jamais égalée jusqu’à présent, attirant des populations du monde entier. Cette ruée transforme radicalement la Californie en provoquant une forte croissance démographique et l’apparition de villes en quelques mois. Ces villes sont fortement touchées par les crimes jusqu'à ce que la loi soit instaurée.
C'est à partir de 1860 que commence l'immigration de masse et que des voix s'élèvent contre ces vagues « massives et incontrôlées". Ainsi après la guerre de Sécession (1861-1865) l'origine des migrants se diversifie, principalement originaires d'Europe du Nord et de l'Ouest, de nouveaux viennent du Sud et de l'Est ainsi que d'Asie. Ces derniers n'ont aucune famille déjà sur place et essuient les premières politiques hostiles aux immigrants. Ainsi en 1882 est votée la Chinese Exclusion Act, qui supprime le traité de Burlingame signé en 1868 qui autorisait les travailleurs chinois à immigrer aux États-Unis pour venir travailler, notamment sur les chantiers des chemins de fer reliant l'Ouest et l'Est du pays. Donc pendant dix ans à partir de 1882, le gouvernement américain a décidé de suspendre l'immigration des ressortissants chinois. Cette loi fut votée malgré le veto du président à cause des travailleurs californiens qui accusaient les Chinois de leur voler leur travail. Plus tard elle fut élargie aux Japonais.
Cette loi est renforcée en 1892 par le Geary Act qui renouvelait la précédente loi et exigeait que tous les résidents chinois des États-Unis portent sur eux un permis de séjour ou "certificat de résidence" sous peine d'être déporté ou condamné à un an de travaux forcés. De plus les Chinois n'avaient plus le droit de témoigner en cours de justice et ne pouvaient pas être libérés sous caution selon les règles de l'habeas corpus. Cette loi fut renouvelée en 1902 sans date d'expiration, puis abrogée en 1943 par le vote de la loi Magnuson.
C'est à cette époque que la statue de la liberté, offerte en 1886 par la France aux États-Unis pour célébrer le centenaire de la déclaration d'indépendance américaine, devient un symbole fort pour les migrants arrivant aux États-Unis. Inaugurée le 28 octobre 1886, cette statue fut créée par Auguste Bartholdi, un architecte français qui fit appel à l'ingénieur Gustave Eiffel pour décider de la structure interne de la statue. En plus d'être un monument important de la ville de New York, elle est devenue un symbole des États-Unis en représentant la liberté et l'émancipation vis-à-vis de l'oppression. Située sur l'île de Liberty Island à l'embouchure de l'Hudson près d'Ellis Island, elle fut pour beaucoup de migrants leur première vision de l'Amérique. Le 15 octobre 1924 elle entre dans le "national Historic Landmarks" et en 1984 dans le patrimoine mondial de l'UNESCO.

## les politiques migratoires de 1900 à 1965

### Avant et pendant la Première Guerre mondiale
Peu après 1891 les États-Unis voient une courte période de dépression industrielle et beaucoup de personnes cherchent alors à obtenir une législation plus restrictive exigeant un "test d'alphabétisation". Une telle mesure a en effet été adoptée par le Congrès en 1896, mais elle a cependant été refusée par le président Grover Cleveland. Ce véto fut bientôt justifié par le retour de la prospérité qui s'accompagna d'une recrudescence de la demande de main d'œuvre. Ainsi en 1896, l'industrialisation des États-Unis attire de plus en plus d'immigrants. Cette vague d'arrivants qui s'étend de plus ou moins 1900 à 1920, est la plus forte de toute l'histoire des États-Unis. Elle est estimée à plus de 14,5 millions de personnes, dont 1 004 756 immigrants en 1907 qui fut l'année record à Ellis Island.
La même année, une nouvelle loi sur l'immigration remet à jour celle de 1882 et de 1891. Elle augmente la taxe d'entrée sur le territoire et passe de 0,50 $ à 5 $ et les "imbéciles, personnes faibles d'esprit, les enfants de moins de 17 ans non accompagnés et les personnes présentant après examen des problèmes mentaux ou physiques qui nuiraient à leur capacité de gagner leur vie" sont ajoutés à la liste des exclus. Une version plus sévère qui prévoyait d'exclure tout homme n'ayant pas initialement 25 $ et toute femme n'ayant pas 15 $ a été retirée avant son adoption par le congrès. Cela révèle le début d'une politique nativiste qui vise à restreindre et surtout sélectionner les immigrants. Elle est cependant modulée par leurs opposants.
En 1917 est cependant votée une nouvelle loi qui abroge et remplace l'Immigration Act de 1891, Celle-ci impose le test d'alphabétisation, initialement rejeté en 1891, à toute nouvelle personne qui souhaite s'installer aux États-Unis. Cette nouvelle mesure interdit surtout l'entrée sur le territoire américain des personnes jugées indésirables comme les déficients mentaux et moteurs, les alcooliques, les toxicomanes, les personnes polygames, mais aussi les anarchistes ou les opposants politiques. En effet dans le cadre de la Première Guerre mondiale, le nombre de réfugiés est en augmentation et les États-Unis cherchent à éviter tout risque de guerre dans leur pays. Or l’arrivée de réfugiés politiques des deux camps pouvait amener le pays à une guerre civile. Ainsi les États-Unis voient arriver entre 2,5 et 3 millions de Juifs durant cette période.
Ce document est surnommé "Barred Zone Act" car il réglemente encore plus l'immigration asiatique, renforçant le Chinese Exclusion Act et le Japanese Exclusion Act voté en 1908.

### L'entre-deux-guerres et la Seconde Guerre mondiale

#### Renforcement de l’isolationnisme
C'est dans ces années que la politique américaine sur l'immigration se radicalise. Ce ne sont plus seulement les nativistes et les conservateurs radicaux, mais l'opinion publique elle-même qui demande de plus fortes restrictions. Ce changement n'est pas dû à un contexte économique à la baisse, car après la Première Guerre mondiale la tendance générale est à la prospérité. Mais c'est plutôt dû aux théories raciales qui se développent à cette époque.
En effet au cours du XIXe siècle a commencé à se développer l’idée de races dans l’espèce humaine. Charles Darwin était opposé à l’application de sa théorie des races à l’espèce humaine. Mais cela n’a pas empêché le « darwinisme social » qui désigne l’application de la théorie de la sélection naturelle, en principe réservée au monde animal, à la société humaine, de se répandre. Cette idée peut conduire à penser que certains hommes sont plus forts et mieux que d’autres.
Ainsi en 1921 est signé le Quota Emergency Act ou « première loi des quotas » qui impose une limite du nombre d’immigrants par pays, seul 3 % du nombre total d’immigrants en provenance d’un pays donné qui vivaient déjà aux États-Unis en 1910 pourrait migrer vers l’Amérique au cours d’une année. De 900 000 migrants en 1920, on arriva à environ 375 000 en 1921. En 1924 une deuxième loi des quotas voit le jour : la Johnson Reed Act. Cette loi visait surtout les Asiatiques et les Européens de l’Est et du Sud. En effet elle limite le nombre d’immigrants ayant une nationalité à 2 % de la population de cette nationalité présente en 1890 aux États-Unis. Or en 1890 la majorité des immigrants étaient d’Europe de l’Ouest et du Nord et seulement quelques-uns venaient de l’Est et du Sud ainsi que d’Asie. De 375 000 migrants en 1921, on arrive alors à moins de 150 000 admissions annuelles en 1924. En quatre ans, le nombre de migrants accueillis chaque année aux États-Unis a ainsi été divisé par six.
Cependant cette loi ne s’appliquait pas aux personnes originaires du continent américain et les migrants en provenance du Canada et d’Amérique du Sud affluaient.
Avec la montée du nazisme en Allemagne, à partir de 1930, et la création des lois antisémites, le nombre d’exilés Juifs et d’opposants politique va fortement augmenter l’immigration Européenne vers les États-Unis et l’arrivée de la Seconde Guerre mondiale ne fait qu'aggraver les évènements.
En 1943, l’immigration asiatique est finalement reconsidérée par le gouvernement et la Chinese Repeal Exclusion Act est signée. Cette loi permet aux Chinois déjà présents sur le territoire d’être naturalisés et autorise un quota de 105 immigrants chinois par an.
Mais les choses changent vraiment en 1952 avec l’Immigration and Nationality Act. Cette loi abolit celle sur la naturalisation de 1790, qui limitait le droit à la citoyenneté aux immigrants qui étaient des « personnes blanches libres » et de « bonnes mœurs ». Elle excluait donc les Amérindiens, les serviteurs sous contrat, les esclaves, les personnes noires libres et aussi les Asiatiques. Cette nouvelle loi a conservé un système de quota par nationalité mais a ré-déterminé les immigrants dit « désirables ». Elle définit donc trois types de migrants : ceux possédant des compétences spéciales ou des parents qui sont citoyens américains (ils étaient exemptés de quotas), les immigrants moyens, dont le nombre ne devait pas dépasser 270 000 par an, et enfin les réfugiés.
De plus, cette loi autorisait à expulser les immigrés naturalisés ou engagés dans des activités révolutionnaires qui visent à renverser l’ordre établi. Ainsi cette loi permit aux Américains d’empêcher les membres du parti communiste d’entrer aux États-Unis, dans le contexte de la Guerre froide qui les opposait à l’URSS et son idéologie communiste.
Pour finir, cette loi élargit les États-Unis en y ajoutant les îles Vierges, Guam et Porto Rico. Ainsi les personnes nées sur ces territoires pouvaient acquérir la citoyenneté américaine à la naissance comme sur le continent.

### Le cas des réfugiés
Le 28 juillet 1951 est signée la convention de Genève relative au statut des réfugiés. Celle-ci définit un réfugié comme une personne qui « par suite d’évènements […] et craignant avec raison d'être persécutée du fait de sa race, de sa religion, de sa nationalité, de son appartenance à un certain groupe social ou de ses opinions politiques, se trouve hors du pays dont elle a la nationalité et qui ne peut du fait de cette crainte, se réclamer de la protection de ce pays; ou qui, si elle n'a pas de nationalité et se trouve hors du pays dans lequel elle avait sa résidence habituelle à la suite de tels évènements, ne peut ou ne veut, en raison de ladite crainte, y retourner. » Pour les pays signataires cette définition permet d’accorder ou non le droit d’asile. Mais les États-Unis ne l’ayant pas signé c’est le Refugee Assistant Act de 1962 qui donne une position politique des États-Unis sur la question. Un réfugié est alors une personne qui fuit un pays communiste (ex : Cubains, Vietnamiens ou Hongrois) en revanche pour les pays dont le gouvernement est soutenu par les États-Unis les réfugiés sont considérés comme des migrants économiques (ex : le Chili après le coup d’état organisé par la CIA en 1973 ou dans les années 1980 les 10 000 demandes d’asile de Centraméricains à la suite des guerres civiles de leurs pays dont seulement une dizaine fut acceptée).
Cette loi a été instaurée pour faire face à la vague d’immigration cubaine. En effet dans le contexte de la guerre froide, les États-Unis cherchent à renverser le régime qui est soutenu par l’URSS. Dans les faits les réfugiés se voient remettre un titre de séjour pour une période de deux ans durant laquelle le gouvernement peut revoir leur statut. Une fois passée cette période, leur statut s'aligne sur celui des autres migrants.
En 1978 le gouvernement décide de rendre plus efficace le traitement des demandes d’asile et instaure la procédure d’appel. Pour cela il augmente le budget de la VOLAG (fédération des agences chargées du traitement des demandes d'asile). Le nombre de réfugiés acceptés est alors fixé par le président et soumis à l’approbation du congrès. Ce nombre varie en fonction de la conjoncture internationale.
Durant cette période les États-Unis gardent une politique très isolationniste conformément à la doctrine Monroe. Mais après la Seconde Guerre mondiale et l’entrée en guerre froide en 1947, les États-Unis commencent à s’ouvrir au monde et à assumer leur rôle de puissance mondiale. Ainsi à partir de 1965 la politique migratoire du pays commence à changer.

## Les politiques migratoires de 1965 à nos jours

### Dans le cadre des Civil rights movement.
Après la Seconde Guerre mondiale, différents mouvements luttent aux États-Unis dans le but de mettre fin à la discrimination raciale. Cette période est principalement marquée par la lutte des Noirs américains pour l’obtention du droit de vote. Mais des personnes militent aussi pour faciliter l’immigration. Ainsi en 1965 est votée la loi Hart-Celler qui abolit les quotas instaurés en 1924 et basés sur la nationalité. Cette loi limita le nombre annuel de visas accordés à l’hémisphère Est, représentant l’Asie, à 170 000, avec un maximum de 20 000 par pays et à partir de 1968, 120 000 visas pour l’hémisphère occidental, représentant l’Europe. Cette loi se basait donc sur un système de « premier arrivé, premier servi ». Cependant il n’existait pas de quotas concernant le regroupement familial, ce qui permettait à toute personne titulaire d’un visa américain d’entrer dans le pays avec toute sa famille. Cette loi met donc fin à une partie des discriminations aux États-Unis vis-à-vis des étrangers et a entraîné une augmentation de l’immigration.
Cette loi fut signée par le président Lyndon B. Johnson en bas de la statue de la Liberté en 1965, dans le cadre de la « grande société » qui désigne un programme de mesures politiques intérieurs des États-Unis dans les années 1960. Cela s’inscrivait dans la continuité de « la nouvelle frontière » de John F. Kennedy, surtout dans le cadre de la lutte contre la discrimination et la sortie de l’isolationnisme des États-Unis. Ainsi le président Johnson déclare, au moment de la signature : « l'Amérique [les États-Unis] redevient terre d'asile ».
L’adoption de cette loi est en grande partie due aux efforts de John F. Kennedy. Mais son assassinat en 1963 l’empêche de terminer son projet qui sera repris par son successeur. De plus la conjoncture économique est bonne, il n’y a donc pas de tensions au niveau de l’emploi, ce qui facilite son adoption. Tout en sachant que seulement la moitié des 50 000 à 70 000 immigrés sont supposés devenir des travailleurs.
Cependant la possibilité d’entrer aux États-Unis grâce à un membre de sa famille fait très vite augmenter le nombre d’immigrants, qui dépasse largement les limites prévues par la loi. C’est pourquoi cette loi fut populairement rebaptisée la loi « frères et sœurs ». Mais cela ne plait pas à une partie de l’électorat, c’est pourquoi on commence à privilégier les immigrants faisant un certain métier. Par exemple, en 1979, on arrête de favoriser les médecins lors de l’octroi des visas alors que les villes américaines sont en manque de personnes exerçant cette profession.
Ainsi, contrairement aux attentes, l’immigration européenne est minoritaire. Soit 113 000 personnes en 1965 et 65 000 en 1975. Cela est dû à la sélection pour les visas, mais aussi parce que l’Europe vit une meilleure période économique. Au contraire l’immigration Asiatique connait la croissance la plus rapide, en grande partie à cause du regroupement familial. Mais le groupe le plus nombreux reste celui des populations latino américaines.

### Un nouveau type d’immigration

#### Les migrants sans-papiers
Il existe deux types de migrants sans-papiers. Ceux qui entrent sur le territoire sans visa et ceux qui dépassent la date d’échéance. Dans les années 1970 ils arrivaient majoritairement par la frontière mexicaine. Ces clandestins, malgré l’Immigration and Naturalization Service (INS), l’informatisation de l’enregistrement des passages en 1980 et une forte politique répressive, étaient des millions. Pour déjouer les raids de police et les Minutemen, une milice paramilitaire, beaucoup font appel à des passeurs. Ces migrants se retrouvent essentiellement dans les grandes villes, dans les communautés de migrants légaux.

#### L’Immigration Reform and Control Act (IRCA) de 1986
Pour satisfaire l’opinion publique qui commence à se plaindre de cette immigration illégale est voté en 1986 l’Immigration Reform and Control Act. Cette loi votée par le congrès américain permet de régulariser le statut d’environ 3 millions d’immigrants sans-papier. De plus elle prévoit des sanctions pour les employeurs de sans papiers et pour les passeurs aux frontières. Pour finir, elle prévoit une amnistie pour les travailleurs irréguliers présents sur le territoire depuis un certain temps Cette loi rencontre cependant des opposants, dont les agriculteurs du sud ouest qui voulaient garder une main d’œuvre bon marché. Ainsi, pour l’opinion publique, le problème ne vient plus d’attraction ou d’exclusion d’immigrants, mais plutôt d’un problème de régulation de l’immigration illégale surtout avec l’augmentation du nombre de sans-papiers. Cependant cette réforme ne sera pas un succès car les employeurs hors la loi ne seront pas poursuivis avec acharnement.
En 1996 est signé l'Illegal Immigration and Migrant's Responsibility Act qui vise à dissuader l’immigration en imposant des normes beaucoup plus strictes pour les réfugiés, en augmentant la sécurisation de la frontière, la punition des passeurs, la révision des procédures d’extradition et de déportation. La loi favorise aussi la mise en place d’instruments électroniques pour vérifier le statut légal des employés. Même si elle vise principalement l’immigration irrégulière, cette loi aura des répercussions sur l’immigration régulière en imposant des pénalités supplémentaires aux personnes outrepassant la durée de leur visa (de 180 à 365 jours, l’immigré doit rester en dehors des États-Unis pendant au moins trois ans, sauf s’il obtient une réhabilitation. S’il a dépassé la durée de son visa de plus d’un an, il est exclu dix ans, sauf dérogation), des contrôles médicaux supplémentaires et les procédures pour les professionnels voulant pratiquer sur le sol américain.

### L’exemple du Mexique
Dans les années 1990, avec la chute de l’URSS, la politique des États-Unis sur les réfugiés évolue. En effet, durant cette période un réfugié était une personne quittant un pays communiste, hors le principal pays communiste venait de tomber. Ainsi, une loi signée par George Bush accorde une protection provisoire aux Salvadoriens qui étaient considérés comme des migrants économiques et non pas des réfugiés car Washington soutenait San Salvador. Elle a aussi pour objectif de former des agents plus compétents pour traiter les demandes d’asile en soixante jours. De plus, elle met fin au refus d’entrée, de visas et d’asile, pour des motifs idéologiques (exemple : pour les anarchistes ou les communistes), sanitaires (ex : les malades du SIDA) ou d’orientation sexuelle.

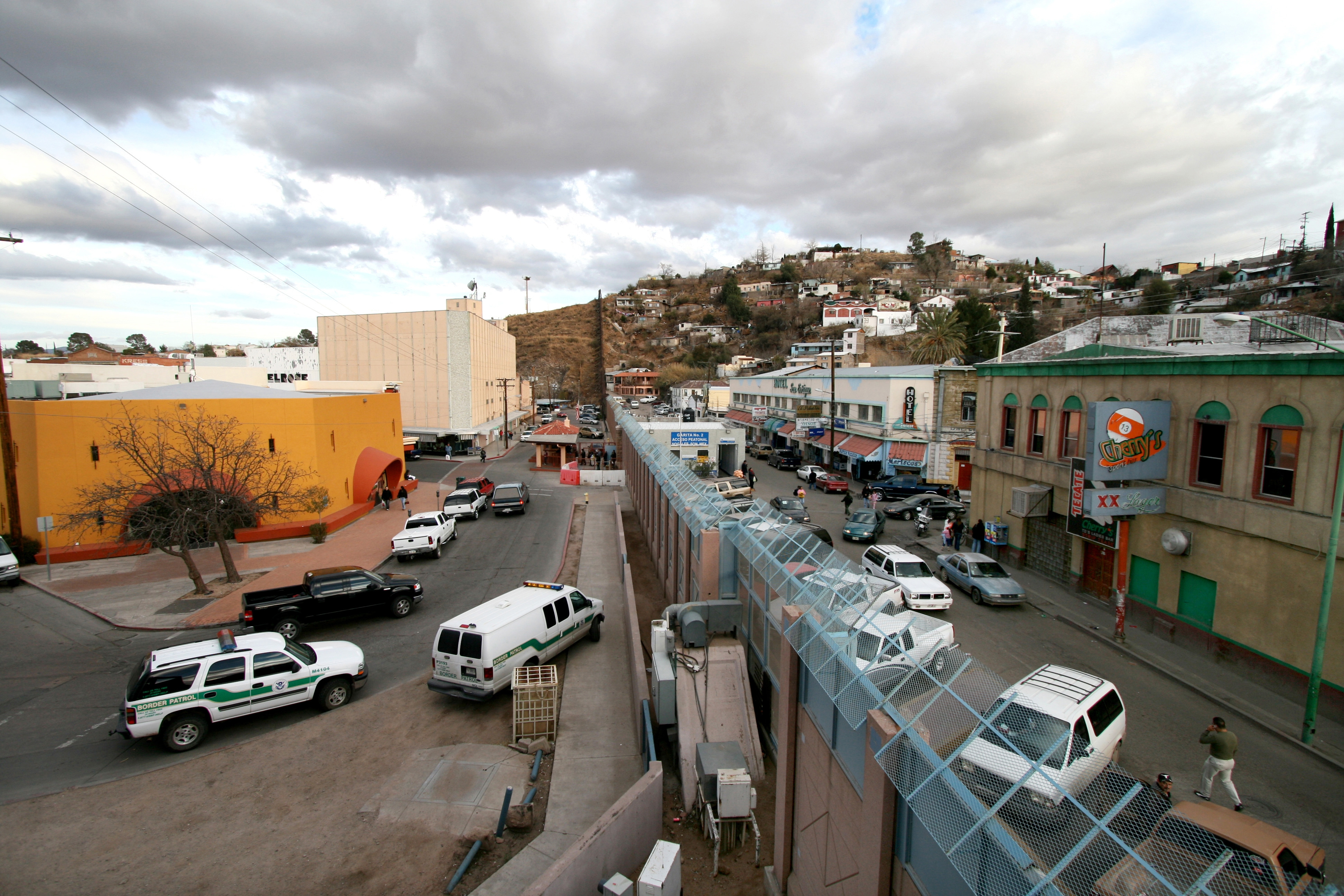
Un fort différentiel économique existe entre les deux pays, séparés par un mur. Ici Nogales (à gauche les États-Unis à droite le Mexique).

La majorité de l’immigration aux États-Unis provient dans les années 1990 du reste du continent américain et la frontière entre le Mexique et les États-Unis devient donc une zone de passage. Pour refréner cette immigration, sont mises en place des politiques de contrôles à la frontière entre les deux pays. En 1928 est créé l’US Border Patrol qui avec 450 agents servait à contrôler les 3 200 km de la frontière mexicaine avec les États-Unis. Mais cela n’était plus suffisant face à l’augmentation du nombre d’immigrants illégaux. Aussi dans les années 1994 et 1995, qui sont des années de crise économique pour le Mexique et augmentent encore plus l’immigration, sont mis en place les opérations Hold the line au Texas, Gatekeeper en Californie et Safeguard en Arizona. Celles-ci ont pour but de dissuader les immigrants de traverser la frontière. Il y a aussi une forte militarisation de la zone avec parfois la construction de murs pour empêcher le passage, mais aussi l’utilisation de techniques de pointe comme des caméras à vision nocturne ou des détecteurs de mouvements. Ces contrôles poussent les sans-papiers dans des lieux plus dangereux pour entrer aux États-Unis et le nombre de morts augmente rapidement.
Mais dans le cadre de l’Accord de Libre Échange Nord Américain, ALENA, se multiplient des maquiladoras, usines qui bénéficient d’une exonération des droits de douane pour pouvoir produire à moindre coût des marchandises qui sont ensuite exportées. Implantées le long de la frontière, elles permettent à des entreprises américaines d’employer des mexicains à moindre coût dans des conditions déplorables malgré l’existence d’un code du travail mexicain. Cela allège la demande de main d’œuvre aux États-Unis cependant il est difficile de savoir si les maquiladoras ont une véritable influence sur l’immigration clandestine. En effet, ce système, ajouté à la crise économique et à un exode rural, provoque la migration de nombreux travailleurs mexicains pauvres vers les villes industrielles du Mexique. Or cette augmentation de la population s’accompagne d’une augmentation de l’insécurité qui ajouté au manque de travail, incite les gens à immigrer vers les États-Unis.

### L’influence du terrorisme sur les politiques migratoires des États-Unis
Dans les années 1990, à cause de la chute de l’URSS et la fin de la Guerre froide, des minorités jusque là réprimées font entendre leurs voix par le terrorisme. Ainsi le 26 février 1993 une voiture piégée explose au World Trade Center à New York faisant six morts et plus de 1000 blessés. Le 19 avril 1995 c’est à Oklahoma City qu’a lieu un autre attentat à la voiture piégée ou encore en 1998 contre les ambassades américaines en Afrique.
C’est pourquoi est créé en 1996 l'Antiterrorism and Effective Death Penalty Act, qui permettait l'expulsion et la perte de tout statut légal aux États-Unis pour toutes personnes ayant commis de petits délits ou soupçonnées de terrorisme.
Cependant après les attentats du 11 septembre 2001, la politique des États-Unis sur l’immigration se renforce par peur de nouveaux attentats. Ainsi le 26 octobre 2001, le président George Bush signe le Patriot Act. Ce n’est pas une loi sur l’immigration, mais elle influence beaucoup les dispositions de l’immigration. En effet pour les Américains, il faut contrôler l’immigration, mais pas seulement les migrants irréguliers, mais aussi les réguliers qui peuvent entrer avec l’intention de perpétrer un acte terroriste.
Cette loi permet aux services de renseignements intérieurs et extérieurs de se communiquer des informations si l’enquête concerne des terroristes. Elle crée aussi les statuts de combattant ennemi et combattant illégal, qui permettent au gouvernement des États-Unis de détenir sans limite et sans inculpation toute personne soupçonnée de projet terroriste. Les migrants originaires des pays arabes et musulmans sont les plus touchés par cette nouvelle loi. Ainsi le 25 janvier 2002 le département de la justice rappelle l’Absconder Apprehension Initiative qui demandait l’arrestation et l’expulsion des personnes faisant l’objet de mesures d’expulsion. L'Immigration and Naturalization Service a alors transmis une liste de noms aux forces de police, mettant l'accent sur les immigrés en situation irrégulière provenant de pays arabes ou musulmans, bien que la plupart des immigrés dans cette situation proviennent d'Amérique latine.
Cet attentat marque aussi l’accélération de la mise en place de frontières « intelligentes » avec la prise d’empreintes digitales et de photos à l’entrée du territoire, ainsi que la nécessité d’un visa ou d’un passeport. De plus il y a un questionnaire ou un entretien à la demande du visa. Pour finir il y a une restriction des possibilités d’appel contre les décisions administratives et un renforcement des contrôles des visas dans les aéroports.

### La position actuelle des États-Unis sur l’immigration.
Aujourd'hui les États-Unis restent une destination privilégiée des migrants. Chaque année environ 675 000 visas sont accordés, avec un maximum de 20 000 par pays. Les demandes sont traitées par ordre chronologique, mais il existe des motifs d’entrée comme le regroupement familial ou sa profession.
En 2002 l’origine des immigrés était majoritairement Mexicaine, 219 380 personnes, puis venait L’inde, 71 000 personnes, la Chine, 61 282 personnes, les Philippines et le Viêt Nam représentaient 84 935 migrants ; Salvador, Cuba et la république dominicaine 82 044 personnes et enfin la Bosnie-Herzégovine et l’Ukraine environ 46 590 migrants.
En 2010 Barack Obama soutient le projet du Dream Act qui prévoit d’accorder une carte de résident permanent à certaines personnes entrée illégalement en tant que mineurs aux États-Unis. Cela aurait permis d’éviter de renvoyer dans un pays des personnes qui n'y ont pratiquement jamais vécu, cependant le projet fut rejeté. En juin 2012, le président décide alors de suspendre l’expulsion des immigrés illégaux de moins de 16 ans. Plus récemment il a appelé à naturaliser les quelque 11 millions d’immigrés en situation irrégulière vivant aux États-Unis.
Les politiques migratoires des États-Unis étaient d’abord centrées sur des vagues d’immigrants légaux qu’il fallait accepter ou refuser. Mais après la Seconde Guerre mondiale, les politiques migratoires se concentrent sur l’immigration illégale aux frontières, mais aussi dans le pays lui-même. Ces restrictions sont accentuées avec la montée du terrorisme qui élargit la répression aux migrants légaux. On remarque aussi que depuis 1965 les résultats des politiques migratoires sont mitigés. En effet, le phénomène d’immigration s’inscrit dans le temps (départ, mariage, enfants…) alors que les mandats électoraux ne durent que quelques années. De plus les lois ne sont pas toujours appliquées, c’est le cas avec l’Immigration Reform and Control Act de 1986 qui était censé sanctionner les employeurs d’immigrants illégaux, mais qui ne le fit jamais à cause d’un fort lobbying des agriculteurs du sud-ouest. Pour finir les politiques migratoires favorisent le contrôle et la militarisation des frontières ce qui augmente les réseaux illégaux, mais ne diminue en rien le flux des migrants.
Aujourd'hui les clandestins viennent pour 78 % d’Amérique latine, 13 % d’Asie, 6 % d’Europe et du Canada et 3 % du reste du monde. Cela contraste avec le XIXe siècle ou la majorité des migrants venaient d’Europe.
Mais ces politiques migratoires qui cherchent à renforcer les contrôles sont totalement différent des politiques migratoires d’Europe. En effet, on remarque que, depuis 1995 avec la création de l’espace Schengen qui comprend 26 pays membres et autorise la libre circulation des populations, il y a moins de contrôles frontaliers entre les pays membres. Ce qui est en opposition avec la politique des États-Unis qui renforce les contrôles à ses frontières. Cependant les Européens concentrent les contrôles au niveau des frontières avec les pays non membres.